# Peter Pendleton Eckersley

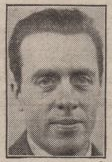
P. P. Eckersley, 1923

Peter Pendleton Eckersley (* 6. Januar 1892 in Puebla, Mexiko; † 8. März 1963 in Hammersmith) war ein britischer Rundfunkpionier. Er war von 1922 bis 1927 der erste Chefingenieur der British Broadcasting Company Ltd.  und bis 1929 der British Broadcasting Corporation.

## Frühe Jahre
Eckersley wurde in Puebla, Mexiko als Sohn des Eisenbahningenieurs Alfred Eckersley und dessen Frau Rachel, geborene Huxley, geboren. Sein Vater war beim Aufbau der mexikanischen Eisenbahn tätig. Sein Cousin war der Schriftsteller Aldous Huxley. Er besuchte die Bedales School-Co-Educational Proprietary Boarding School in Petersfield, Hampshire, wo er bereits um 1906 mit Sende- und Empfangsanlagen hantierte und einen funktionierenden Sender baute, mit dem er erfolgreich Cricket-Ergebnisse übermittelte. Nach der Schule trat er eine Ausbildung bei dem Maschinenbauer Mather & Platt in Manchester an. 1912 begann er ein Studium am Manchester Municipal College of Technology. Dort erwarb er 1915 einen Ingenieursgrad in Elektrotechnik.
Im gleichen Jahr trat er als Offizier für Funktechnik in das Royal Flying Corps ein, in dem er den Rang eines Captain erreichte. Er war in Ägypten und Saloniki eingesetzt. 1917 wurde er zur Wireless Experimental Station am Flugplatz Biggin Hill versetzt, wo er mit Sprechfunk von Flugzeug zu Flugzeug experimentierte. Er heiratete am 17. März seine erste Frau, Stella Grove, mit der er drei Kinder hatte.
1919 wurde er Leiter der Entwicklungsabteilung für Flugfunk bei der Marconi’s Wireless Telegraph Company in Writtle bei Chelmsford. Er entwickelte die Bodenfunkstation des Croydon Airport und stieg zum Leiter der gesamten Entwicklung auf.

## Eintritt in die British Broadcasting Company
Am 14. Februar 1922 nahm der Versuchsrundfunksender 2MT in Writtle unter Eckersleys Leitung den Rundfunkbetrieb auf. 1923 wurde Eckersley von John Reith, 1. Baron Reith, zum Chefingenieur der British Broadcasting Company Limited, der späteren British Broadcasting Corporation, berufen. Zu seinen Aufgaben gehörte die Verbreitung des Rundfunks als Medium als auch die Lösung technischer Aufgaben. Als Höhepunkt seiner Tätigkeit gilt die Einrichtung einer Hochleistungs-Sendeanlage in Brookmans Park. Die Planungen hatte er 1927 aufgenommen, bei der Eröffnung im Jahr 1929 hatte er die BBC bereits verlassen. Im Verlauf seiner Tätigkeit kam es zu zunehmenden Differenzen mit seinem Vorgesetzten Reith über die Ausrichtung der BBC, die sich von einem Unternehmen zu einer öffentlich-rechtlichen Sendeanstalt gewandelt hatte. In einem Schreiben bezeichnete er die BBC als „langweilig, stumpf, abgedroschen, mit hochtrabendem Selbstbewusstsein.“ 1925 erhielt er den Ehrentitel eines Vizepräsidenten auf Lebenszeit der Radio Society of Great Britain.

## Beziehung zu Dorothy Clark
1929 begann Eckersley eine Affäre mit Frances Dorothy „Dolly“ Clark, noch Ehefrau des BBC-Programmplaners Edward Clark. Dorothy Clark, die sich 1925 von ihrem Mann getrennt hatte, arrangierte für Eckersley eine Dienstreise nach Deutschland, auf der sie ihn begleitete. Obwohl Eckersley kein Geheimnis aus dem außerehelichen Verhältnis machte, erfuhr Stella Eckersley davon erst durch Reiths Ehefrau Muriel.
Die Beziehung führte zum endgültigen Bruch mit dem tief religiösen Reith, der nun Eckersleys Entlassung erwirken wollte. Zu Konferenzen auf höchster Ebene wurde auch der Erzbischof von Canterbury hinzugezogen. Zur Entlassung kam es nicht, da Eckersley zusagte, die Affäre zu beenden und zu seiner Frau zurückzukehren. Er setzte jedoch die Beziehung zu Clark fort, ließ sich scheiden und kündigte seine Stellung bei der BBC im April 1929. Im Gegenzug erhielt er eine Abfindung und stand der BBC bis Ende 1929 als Berater zur Verfügung. Eckersley und Clark heirateten am 25. Oktober 1930.
Dorothy Clark war dem Nationalsozialismus zugeneigt. Sie bewunderte Adolf Hitler, war mit William Joyce und Unity Mitford befreundet und Mitglied von Arnold Leeses Imperial Fascist League.
Eckersley lernte Sir Oswald Mosley kennen, trat in dessen New Party ein und übernahm den Vorsitz von deren Londoner Zentralkomitee. Dorothy Eckersley trat Mosleys British Union of Fascists (BUF) bei. In ihrer Begeisterung für den Nationalsozialismus übertraf sie Mosley und sogar die National Socialist League, die William Joyce gegründet hatte, nachdem Mosley ihn als zu antisemitisch aus der BUF ausgeschlossen hatte.

## Ab 1930
Zunächst verfolgte Eckersley das Ziel einer kontinentalen Rundfunkstation, die in Großbritannien empfangen werden konnte. In dieser Zeit war Leonard Plugge mit dem Aufbau seiner International Broadcasting Company (IBC) beschäftigt, die vom europäischen Kontinent aus kommerzielle, werbefinanzierte Rundfunkprogramme nach Großbritannien ausstrahlte. Für diese mietete er Sendestationen in Frankreich und anderen Ländern. Das Unternehmen war erfolgreich und erreichte, auch wegen Reiths restriktiver Politik zu leichter Unterhaltung an Sonntagen in der gebührenfinanzierten BBC, eine Hörerquote von 80 Prozent. Für Plugges IBC plante Peter Eckersley ein kabelgebundenes Verteilsystem zu den Empfängern der Zuhörer, das von den Rundfunkempfangslizenzen des General Post Office (GPO) unabhängig war. Das im Aufbau befindliche Kabelnetz wurde jedoch durch Intervention des GPO gestoppt.
Das Ehepaar Eckersley reiste ab 1935 mehrmals in das nationalsozialistische Deutschland. Vermutlich trennten sie sich bald danach. Dorothy verblieb in Deutschland und arbeitete für den deutschen Rundfunk. Sie brachte auch ihren Sohn aus erster Ehe, James Clark, mit ein und rekrutierte William Joyce, der als einer der Sprecher der Propagandafigur Lord Haw-Haw bekannt wurde. Eckersley selbst kehrte nach Großbritannien zurück. Er gab Großbritannien die Schuld am Kriegsausbruch und wurde vom Inlandsgeheimdienst überwacht. Mit der Beschlagnahme der IBC-Sendestationen im eroberten Europa durch deutsche Behörden scheiterte sein Plan eines kabelgebunden Rundfunknetzes endgültig. Ein von ihm aufgebauter Sender in Osterloog wurde ab November 1939 für William Joyces Sendungen für Großbritannien und Kontinentaleuropa genutzt. Dadurch wurde Eckersley „im besten Fall ein närrischer faschistischer Mitläufer, im schlimmsten ein Verräter.“ Aufgrund seiner Nähe zu faschistischen Parteien wurden ihm Stellungen verweigert. 1939 meldete er Insolvenz an und unternahm einen Selbstmordversuch. 1943 versuchte er, mit Exilpolen und -Belgiern einen europaweit erreichbaren Langwellensender aufzubauen. Seine letzte Reise führte ihn in den Kamerun, wo er seine Erfindungen zu vermarkten versuchte.
Dorothy wurde nach Kriegsende zu einer Haftstrafe, Joyce dagegen wegen Hochverrats zum Tode verurteilt und 1946 hingerichtet. Dorothy starb 1971.
Peter Eckersley starb am 8. März 1963 im Alter von 71 Jahren im West London Hospital in Hammersmith. Sein Vermögen deckte nur noch die Bestattungskosten.

## Schriften
- P. P. Eckersley: The Power Behind the Microphone. London, Jonathan Cape 1941.